# Larry Barese
Lawrence "Larry Boy" Barese fiktivni je lik iz HBO-ove televizijske serije Obitelj Soprano kojeg je glumio Tony Darrow. On je jedini od petorice originalnih kapetana zločinačke obitelji DiMeo koji je ostao na toj poziciji tijekom cijele serije.
Kao kapetan ekipe Barese, rođak Alberta "Ally Boy" Baresea, kum suradnika Sopranovih Bennyja Fazia, Barese je tijekom devedesetih uspio postati utjecajan član zločinačke obitelji DiMeo. Nakon smrti izvršnog šefa Jackieja Aprilea 1999., Larry je predložio Tonyja Soprana kao mogućeg kandidata za šefa obitelji, odbivši isprva Tonyjevu želju da umjesto njega šefom postane njegov stric Corrado "Junior" Soprano. Međutim, Larry je podupirao Tonyjev plan da iskoristi Juniora kao službenog šefa i pristao izvršavati Tonyjeve naredbe dok je ovaj vodio obitelj iza Juniorovih leđa.
Larry je u epizodi "Pax Soprana", zajedno s Jimmyjem Altierijem i Raymondom Curtom, organizirao sastanak s Tonyjem nakon što je Junior naredio Mikeyju Palmiceu da ubije Larryjeva najprofitabilnijeg vojnika Rustyja Irisha nakon što je Rusty prodao ecstasy unuku Juniorova prijatelja i nakon što je dječak kasnije počinio samoubojstvo. Larry i drugi kapetani smatrali su to znakom Juniorova iskorištavanja moći. Barese je kasnije preselio svoju majku u umirovljenički dom Green Grove (gdje je i Tony smjestio svoju majku) kako bi mogao održavati sastanke s Tonyjem, Jimmyjem Altierijem te čak Johnnyjem Sackom.
Kasnije tijekom vjenčanja svoje kćeri, Larry je odigrao veliku ulogu u obavještavanju drugih mafijaša i suradnika o mafijaškoj optužnici iz 1999. Ubrzo je nakon toga, zajedno s Juniorom i Joeom Sassom (i Mikey Palmice je trebao biti uhićen, ali je ubijen prije toga), uhićen i optužen za reket i prijevaru. Često je svjedočio u Juniorovu suđenju. Tijekom suđenja i svoga boravka u zatvoru, Larry je promovirao Alberta "Ally Boy" Baresea u izvršnog kapetana svoje ekipe. 
Tri godine nakon optužbe, Larry je oslobođen nakon poništenja suđenja te stavljen u kućni pritvor. Međutim, u tom je trenutku preuzeo kontrolu nad svojom starom ekipom od svoga rođaka. Tako je ostao jedini od pet originalnih kapetana obitelji DiMeo na čelu svoje ekipe (Tony je promoviran u šefa, Juniora je smijenila obitelj, Raymond Curto je umro od moždanog udara, a Jimmy Altieri je ubijen zbog sumnje u doušništvo).
Kasnije je zajedno s Christopherom Moltisantijem producirao film Cleaver. U to je vrijeme kršio uvjete svoga kućnog pritvora, pa je tako održao zdravicu na Christopherovoj momačkoj zabavi. 2007. je uhićen na zabavi u povodu premijere filma.
Iako se više nije pojavljivao, u epizodi "Remember When" spominje se kako FBI počeo istraživati ubojstvo počinjeno prije 25 godina, za koje se ispostavlja da je to prvo Tonyjevo ubojstvo. U manje razgovoru sugerira se kako je Larry odao FBI-u lokaciju tijela, ali kako bi sačuvao Tonyja i Paulieja Gualtierija, rekao im je i (lažno) da je to bilo djelo Jackieja Aprilea.

## Vanjske poveznice
- Larry Barese u internetskoj bazi filmova IMDb-u